# 스콧 베이커 (1970년)
스콧 베이커(Scott Baker, 1970년 5월 8일 ~ )는 미국 출신의 야구 선수이자, 전 KBO 리그 삼성 라이온즈의 투수이다.

## 한국 프로야구 시절

### 삼성 라이온즈시절
1998년에 입단하였으며 15승을 기록하여 LG 김용수(3구원승 포함 18승)와 함께 그 해 선발 최다승 2위를 기록했으나(선발 최다승 1위는 현대 정민태의 17선발승) 이 해  연봉의 배 이상의 연봉을 불러온  것 외에도 딸까지 둔 가장이었지만 경기가 끝날 때마다 여자를 요구한 데다 평소 주심의 스트라이크 존에 불만이 많아 어느 날 심판 판정에 불복하여 심판에게 욕설을 하는 등 좋지 않은 인성을 가졌던 터라 삼성에서 재계약을 포기했고 삼성은 베이커 이후 2002년 엘비라 입단 전까지 좌완 선발투수 갈증에 시달려야 했으며 2000년 시즌 뒤 베니토 바에스를 영입할 예정이었지만  바에스가 계약 직전 메이저리그(플로리다 말린스) 스프링캠프에 합류하면서 무산됐으며 본인(베이커)은 2001년 2월 18일 한화의 미국  전지훈련 당시 트라이아웃에 참가했으나 인상적인 피칭을 보여주지 못하여 탈락했고 배대웅 당시 한화 코치는 1999년 시즌 후 물러난 삼성 서정환 감독 후임 물망에 거론됐지만 "한 번 버린 사람은 다시 쓰지 않는" 삼성 스타일 때문에 좌절됐으며 김용희 수석코치가 2년 계약으로 감독 승격했다.
하지만, 드림리그 3위에 그쳤음에도  매직리그 1위인 LG 트윈스보다도 높은 승률을 기록한 덕에 4년 연속으로 포스트시즌에 진출했고 준플레이오프에서 롯데 자이언츠를 2승 1패로 꺾었으나  쓸만한 좌완투수 부재에 시달려 플레이오프에서 현대 유니콘스에게 무승 4패로 스윕당하며 탈락했는데 체중 관리를 못 해서 7월 22일 웨이버 공시(LG 이적)된 외야수 찰스 스미스 대신 데려온 투수 가르시아가 한국 적응을 못하여 중간계투로만 나와(2승 5패 ERA 2.91) 준플레이오프에서 1승(선발) 1세이브를 기록해 준플레이오프 MVP에 선정되었음에도 그 외에는 눈에 띄는 활약을 못 하여 시즌 후 미국으로 돌아갔으며 본인(베이커)이 2001년 2월 18일 한화의 미국 전지훈련 당시 트라이아웃에 참가할 무렵 한화 감독이었던 이광환은 향토 출신이라  삼성 김용희 감독 후임 물망에 거론됐지만 고교(중앙고) 때부터 서울로 이주해 선수단 장악력이 문제가 될 것이란 부정적인 시각 때문에 탈락했다.
1. ↑  권인하 (2015년 12월 29일). “삼성 외국인 투수 내년엔 15승 벽 넘을까”. 스포츠조선. 2018년 12월 5일에 확인함.
2. ↑  최영호 (1998년 11월 16일). “[프로야구] 삼성, 베이커와 재계약 포기”. 영남일보. 2022년 3월 17일에 확인함.
3. ↑  최영호 (1998년 8월 27일). “[프로야구] 삼성 망신, 현대에 6-19 대패”. 영남일보. 2022년 5월 26일에 확인함.
4. ↑  최용석 (2000년 12월 22일). “[프로야구] 삼성, 좌완투수 바에스 낙점”. 동아일보. 2022년 5월 11일에 확인함.
5. ↑  유신모 (2001년 2월 18일). “153km 광속구 '쓸만하네'”. 경향신문. 2022년 6월 22일에 확인함.
6. ↑  최영호 (1999년 11월 5일). “사자 지휘봉 과연 누구에게로...”. 영남일보. 2022년 7월 9일에 확인함.
7. ↑  허정훈 (1997년 9월 19일). “삼성지휘봉 어디로…”. 매일신문. 2022년 7월 9일에 확인함.
8. ↑  김광호 (2000년 10월 23일). “삼성'또...'통곡”. 경향신문. 2022년 7월 9일에 확인함.
9. ↑  허구연 야구해설가 (2000년 5월 30일). “[허구연의 야구읽기]'홀쭉이' 스미스의 홈런행진”. 동아일보. 2022년 7월 9일에 확인함.
10. ↑  유상건 (2000년 10월 18일). “[프로야구] 삼성, 4연속 플레이오프 진출”. 매일경제. 2022년 7월 9일에 확인함.
11. ↑  유신모 (2001년 2월 18일). “153km 광속구 '쓸만하네'”. 경향신문. 2022년 7월 9일에 확인함.
12. ↑  허정훈 (1997년 9월 19일). “삼성지휘봉 어디로…”. 매일신문. 2022년 7월 9일에 확인함.
13. ↑  허정훈 (1997년 9월 19일). “삼성지휘봉 어디로…”. 매일신문. 2022년 7월 9일에 확인함.